# 岐阜和傘

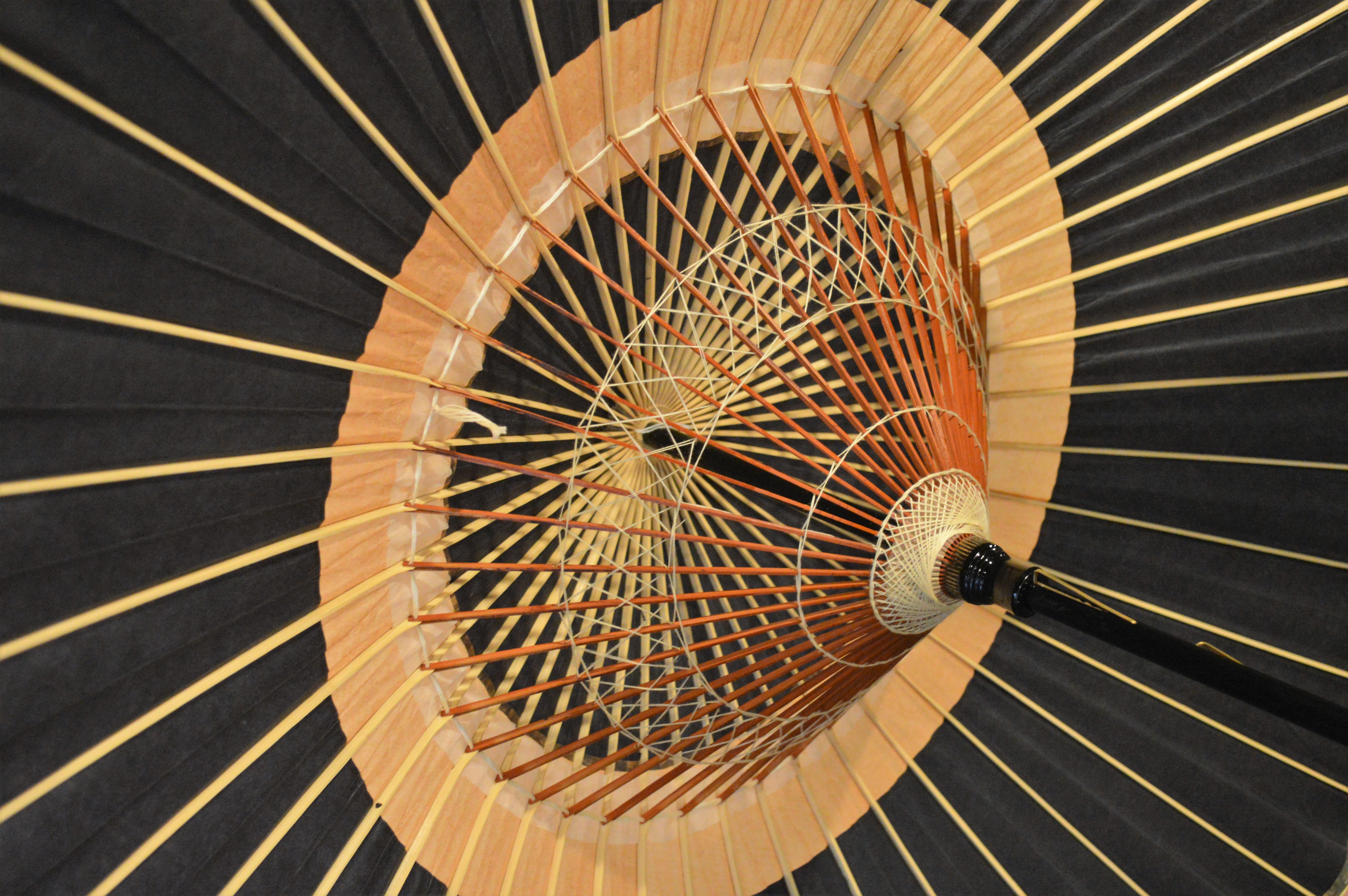
岐阜和傘

岐阜和傘（ぎふわがさ）は、岐阜県岐阜市で生産されている和傘。岐阜市加納地区が主な生産地であり、傘を広げた干し場が見られる。
1992年（平成4年）3月30日には岐阜県郷土工芸品に指定された。2015年（平成27年）4月24日、日本遺産「『信長公のおもてなし』が息づく戦国城下町・岐阜」の構成文化財となった。2022年（令和4年）3月18日、経済産業省により伝統工芸品に指定された。

## 歴史

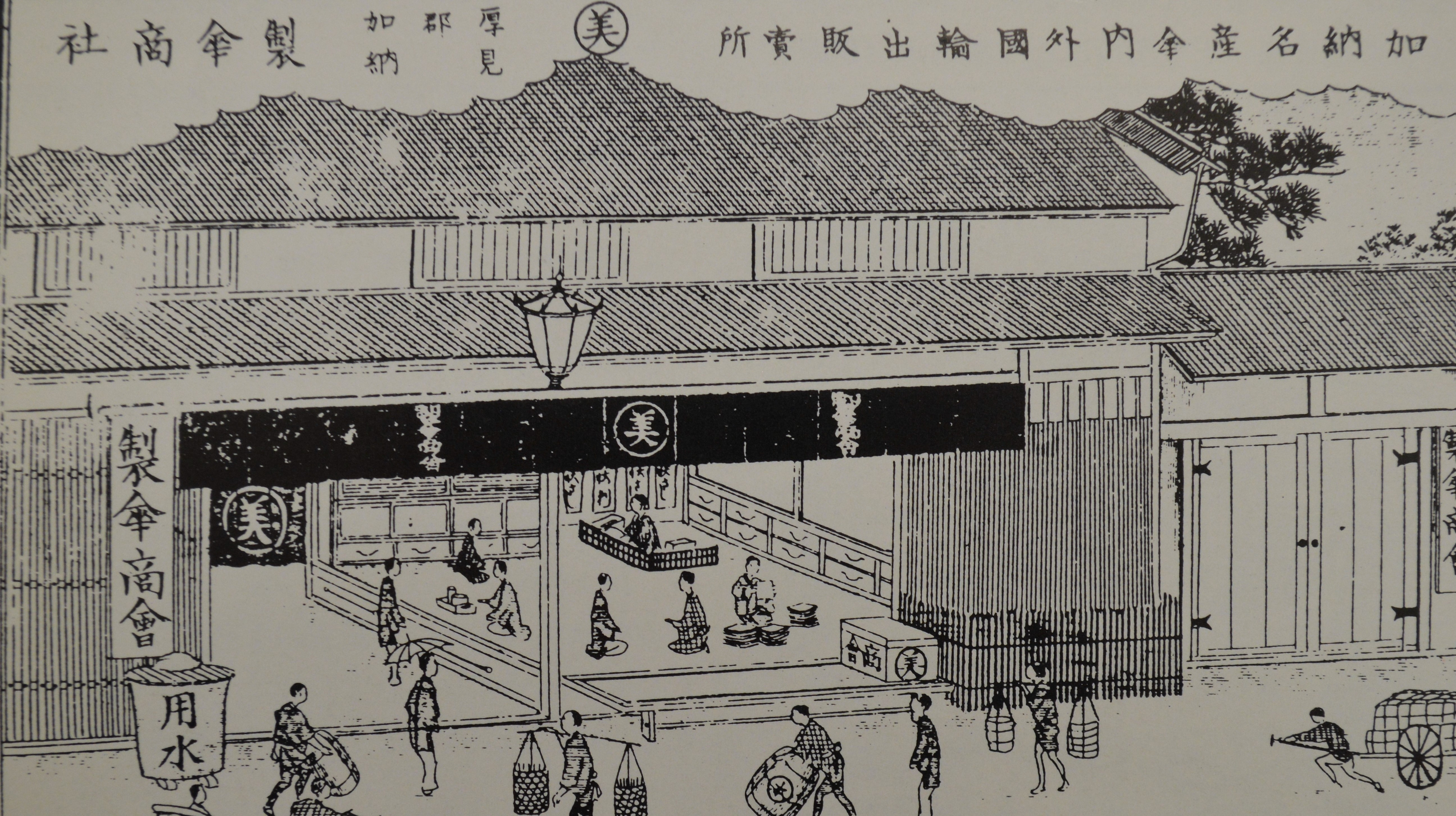
江戸時代の傘問屋

1639年（寛永16年）に加納藩の藩主となった松平丹波守光重が、旧領の明石藩（兵庫県）から傘職人を連れてきたことが、岐阜和傘の誕生の契機となった。
永井伊賀守直陳の加納藩主時代（宝暦6年 - 12年：1756年 - 1762年）、石高の減少（松平家時代の7万石から3.2万石に）や度重なる水害による財政難のため、下級武士に和傘の内職（骨づくり）を薦めるとともに、藩の特産品として問屋を通じて江戸などへの大量の出荷する体制が確立される。
明治以降も、和傘の全国シェアは2割から4割を占めてきた。ピークは1950年（昭和25年）頃で、1200万本とも1600万本ともいわれる。直後から洋傘へと需要が大きく転換したため、和傘の需要は急激に減少した。現在は、歌舞伎や踊り、全国の祭りなどのイベント用が主となっている。骨や轆轤などの部品を供給できるのは岐阜だけであり、部品を繰り込んだものを出荷している。
需要の減少や、職人の高齢化、原料の不足などの厳しい状況の中、和傘の生産の存続が危ぶまれるところもあるが、若手の職人が新しいデザインの和傘を作成して好評を博することも起こっている。

## 原料と作り方

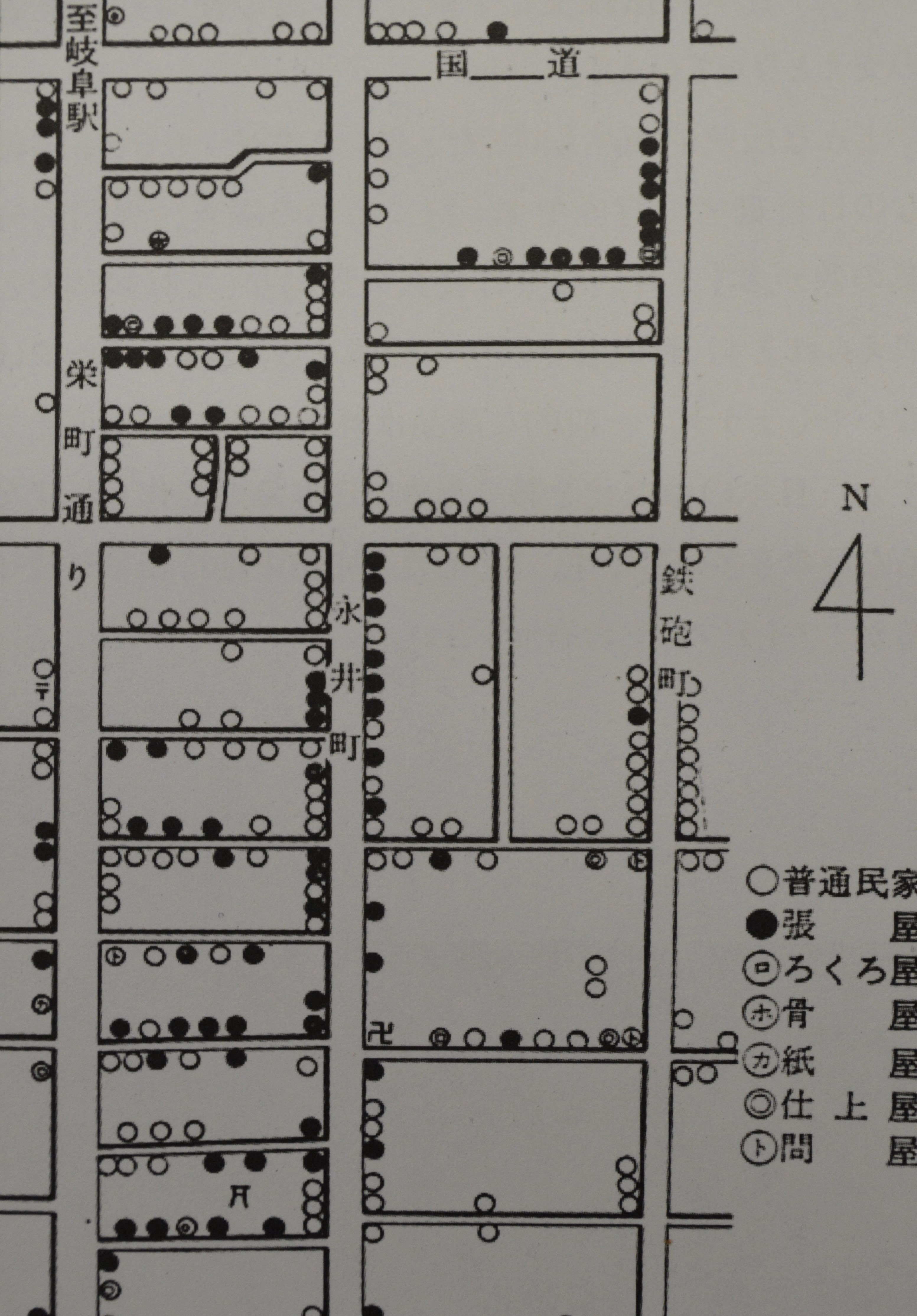
1950年時点の製造業者の分布

以下のように専門的な職人の手により、大きくは10、細かく見れば100もの分業によって生産されてきた。
- 骨は、真竹を非常に細く割り裂いて作られる。竹には斜めに印をつけて順番が分かるようにしておき、仕上がったときにもう一度、傘全体が元の竹のように細身にきれいにそろうようにする。
  - 開いて上に紙を晴る親骨と、柄と親骨を支える小骨（しょうほね）がある。親骨の中節のところと、小骨の2つに裂いた先端の両方に小穴を開けておき、親骨を小骨で挟み込んで、穴の間を木綿糸を通して繋いでいく。
- 柄は木、竹などが用いられる。頭と手元（小骨）に2つの轆轤（ろくろ、ちしゃ（えごのき）が原料）が上下に差し込まれる。ろくろにスリットと横穴を開けておいて、骨とはまた糸で繋いでいく。紙を張る時は親骨は180度開くが、ハジキを1つか2つ付けて斜めに開くストッパーとする。
- かつては丈夫な楮を原料とした丈夫な美濃和紙の森下紙（現・山県市）などが大量に使われていたが、和紙や障子紙の需要が減少したことで、和紙の産地自体も衰退した。現在は、各地の和紙産地からも仕入れられている。軒紙で骨を等間隔にそろえ、扇型にカットした紙を順番にのり付けして張っていく。
- 仕上げ：たたみ込み、油引き、漆かけ、飾糸、籐巻、頭紙、製品の点検などを行う。

和傘作りの工程と職名
| 工程         | 職名                                     | 仕事内容                                             |
| 1.傘骨       | 骨屋、小骨屋、骨染屋、骨そろえ、横もみ屋 | 黒、茶、飾り用の穴                                   |
| 2.柄竹       | 柄竹屋(繰込屋、下に）                    |                                                      |
| 3.ロクロ     | ロクロ屋、ぬり屋                         |                                                      |
| 4.傘場紙     | 原料、紙染屋、紙より屋、紙継屋           | 手漉紙-厚みのより分け、カットワーク                  |
| 5.繰込作り   | 繰込屋                                   | 柄竹にハジキ、ロクロをつける                         |
| 6.繋ぎ       | ツナギ屋                                 | 繰込に骨を糸でつなぐ                                 |
| 7.張り       | 張屋                                     | 平張や、天井仕上                                     |
| 8.仕上       | 仕上屋、飾り屋、かがり屋                 | 雨傘の工程をベースにしている（日傘、踊傘は別）       |
| 9.付属品つけ | 付属付屋                                 |                                                      |
| 10.その他    | 骨染屋、印屋、描絵屋                     | 黒、茶に染める、筆文字、花の絵など、日本画、単価次第 |

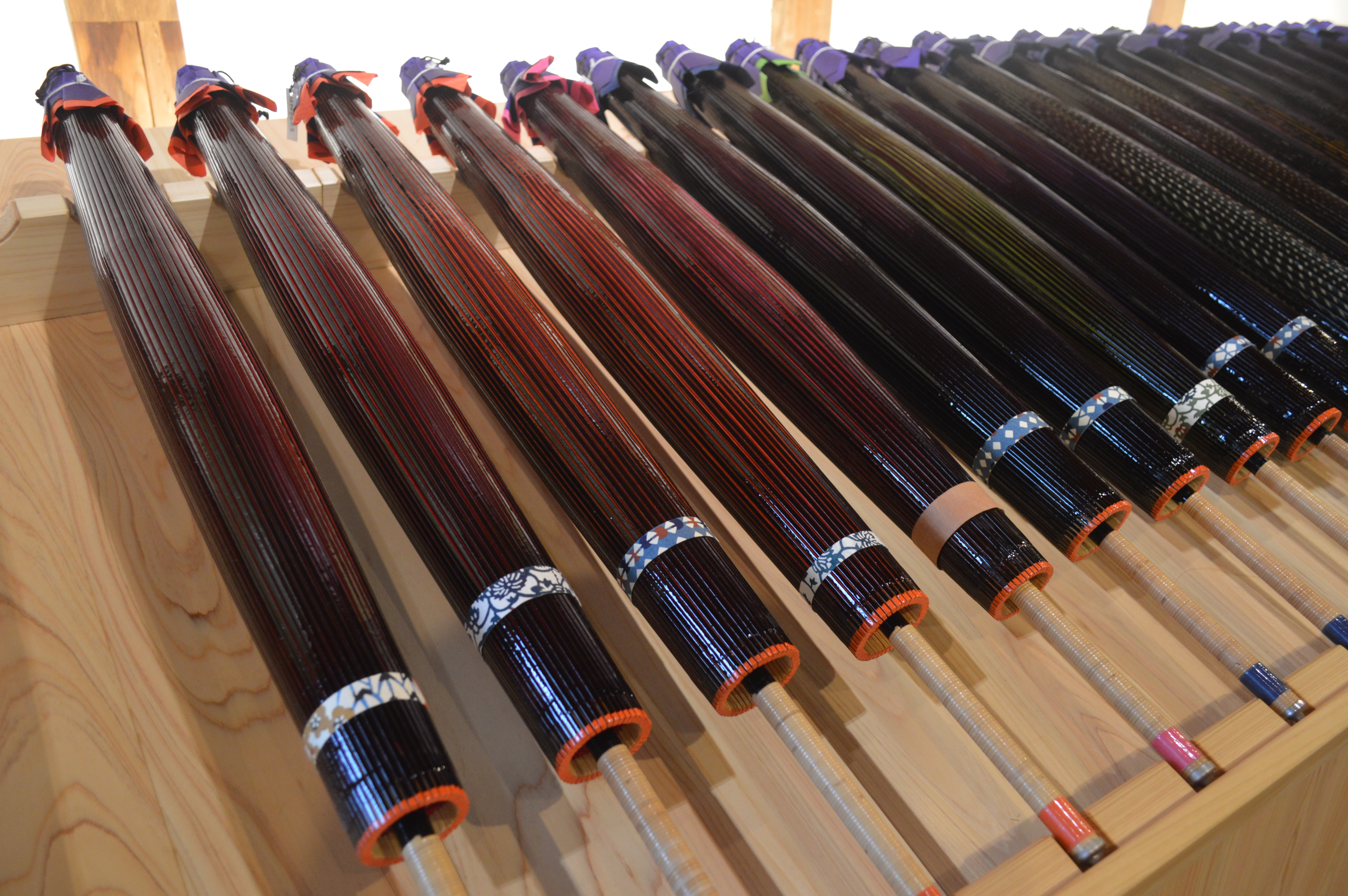
閉じた状態の和傘
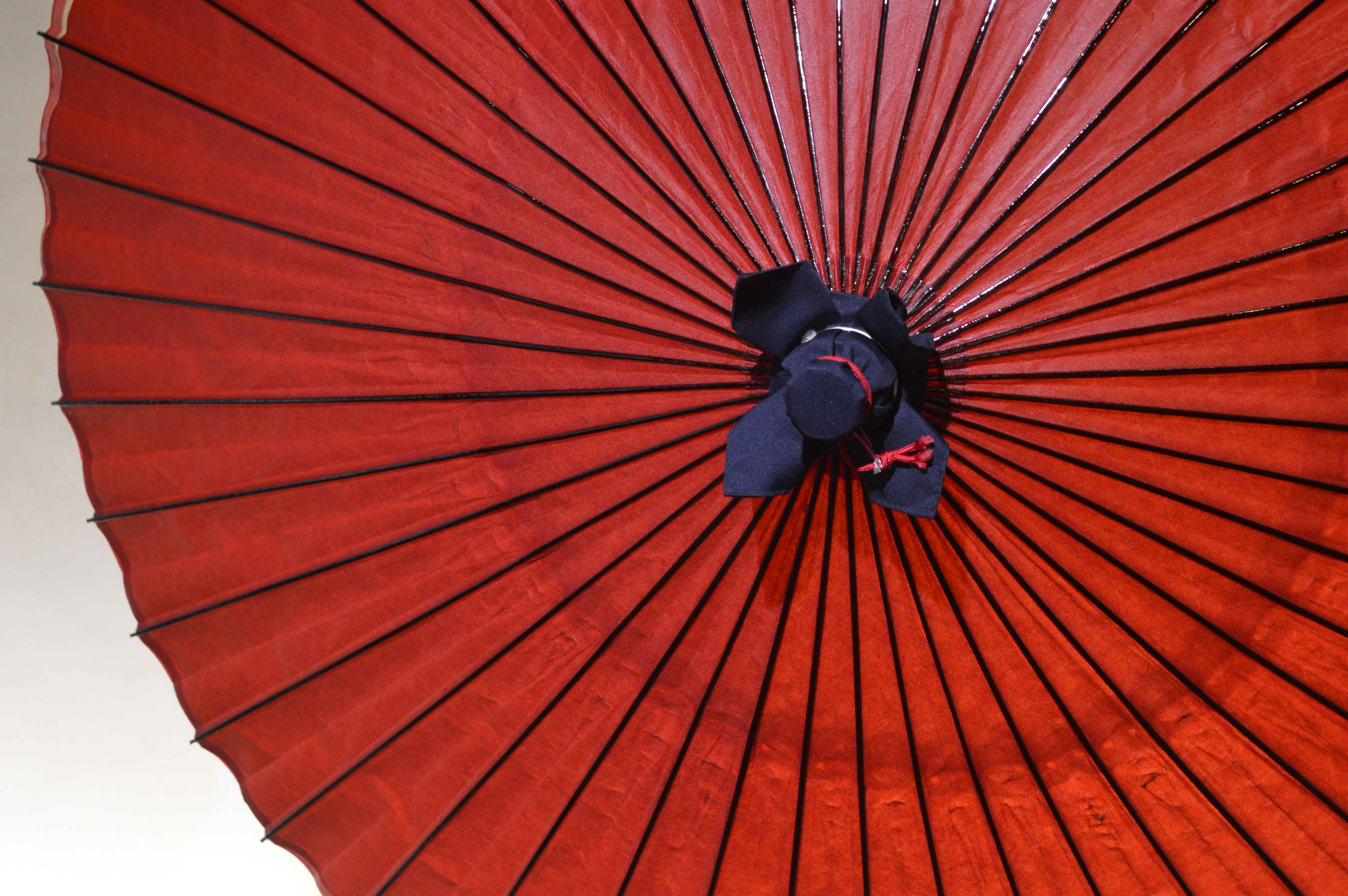
開いた状態の和傘
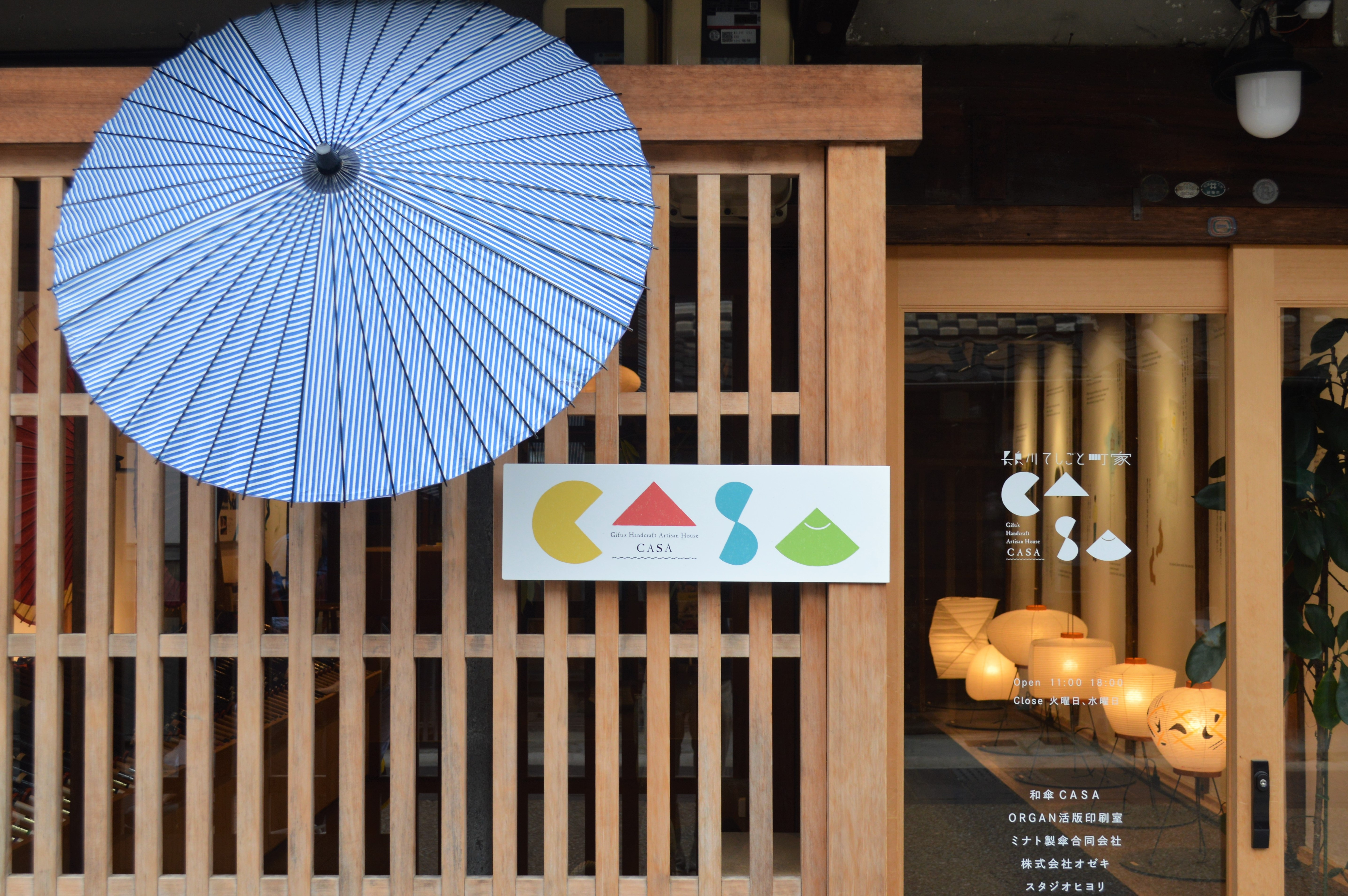
販売を行っている長良川てしごと町家CASA
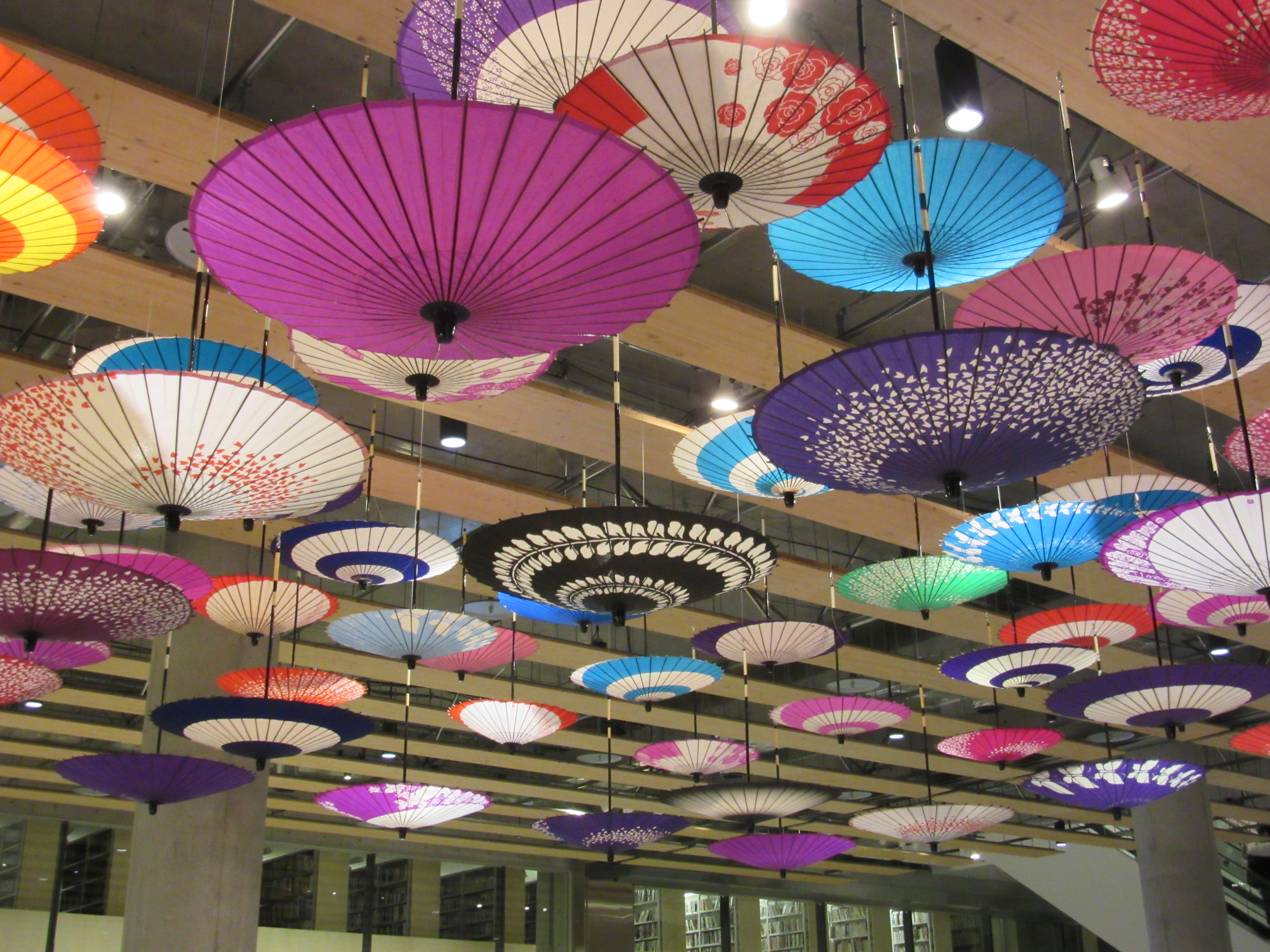
みんなの森 ぎふメディアコスモスに展示されている和傘

## 和傘の種類
- 野点傘 - 野外で行われるお茶会で使われる。
- 番傘 - 男性用の傘。
- 蛇の目傘 - 傘の中央に蛇の目の様な模様が描かれていることからこう呼ばれている。現在は加納地区が全国で唯一の蛇の目傘の産地である[7]。
- 舞踏傘 - 踊りの時に使われる。華やかな模様が描かれている。

桜和傘は、映画『メリー・ポピンズ リターンズ』に主演したエミリー・ブラントへ2019年1月にプレゼントするため制作された。日本の桜をイメージして、3種類の美濃和紙を使用して贅を尽くした和傘である。SNSで話題となった。
歌舞伎や日本舞踊などの伝統芸能に使用されたり、各地域の伝統行事に使用されることもある。儀式などのために製作を依頼されることもある。

## その他
日本各地の和傘で有名な産地の多くは、部品供給などで岐阜からの支援がなければ継続が困難な状態である。
1963年（昭和38年）にアメリカの企業からの発注で、直径5.7mの巨大和傘が製作された。製作当時は日本一の大きさとされたが、その後長野県の阿島傘や大分県の中津和傘に抜かれている。修繕後、岐阜市歴史博物館に現存展示されている。